# Lactobacillus
Lactobacillus è un genere di batteri Gram-positivi anaerobi facoltativi o microaerofili di forma bastoncellare. In natura ne esistono almeno 60 specie e costituiscono la maggior parte del gruppo di batteri lattici, così chiamati in quanto la quasi totalità dei loro membri converte il lattosio e altri zuccheri in acido lattico mediante la fermentazione lattica. Sono molto comuni e di solito non patogeni. Negli esseri umani sono presenti nella vagina e nel tratto gastrointestinale, in cui sono simbiotici e costituiscono una piccola parte del microbiota umano. Per diversi membri del genere è stato ultimato il sequenziamento del genoma.

## Descrizione
I lactobacilli producono soprattutto acido lattico per fermentazione degli zuccheri, riducendo il pH dell'ambiente in cui crescono, ma anche acido acetico, etanolo, anidride carbonica ed altri composti secondari. L'acidificazione del loro ambiente inibisce la crescita di alcuni microrganismi patogeni. 
Questa funzione ha riscontro nella vagina, dove il Lactobacillus costituisce il 97%-98% della flora microbica normale ed evita la proliferazione di altri microrganismi mantenendo il pH su valori attorno al 5. La candidosi insorge quando, o per cattiva alimentazione o per terapie antibiotiche, le colonie di Lactobacillus muoiono e il micete Candida albicans, costituente il 2%-3% della flora normale, prolifera eccessivamente.

### Metabolismo
I lactobacilli sono distinti in omofermentativi, nel caso producano quasi esclusivamente acido lattico (oltre il 90% dei prodotti di fermentazione), oppure eterofermentativi, responsabili in questo caso della fermentazione eterolattica, con secrezioni composte con rapporto 1:1:1 di Acido lattico, Anidride Carbonica ed Etanolo.
Durante la fermentazione, la competizione tra questi diversi ceppi di lactobacilli determina in sostanza il contenuto prevalente in acido lattico.
Molti lactobacilli sono aerotolleranti a dispetto della completa assenza di catene respiratorie. 
In relazione al metabolismo, le specie di Lactobacillus possono essere divise in tre gruppi:
- Omofermentativi obbligati (Gruppo I)
  - L. acidophilus, L. delbrueckii, L. helveticus, L. salivarius
- Eterofermentativi facoltativi (Gruppo II)
  - L. casei, L. curvatus, L. plantarum, L. sakei
- Eterofermentativi obbligati (Gruppo III)
  - L. brevis, L. buchneri, L. fermentum, L. reuteri

## Tassonomia
Il genere comprende le seguenti specie:
- L. acetotolerans
- L. acidifarinae
- L. acidipiscis
- L. acidophilus
- L. agilis
- L. algidus
- L. alimentarius
- L. amylolyticus
- L. amylophilus
- L. amylotrophicus
- L. amylovorus
- L. animalis
- L. antri
- L. apodemi
- L. aviarius
- L. bifermentans
- L. brevis
- L. buchneri

Lactobacillus bulgaricus
- L. camelliae
- L. casei
- L. catenaformis
- L. ceti
- L. coleohominis
- L. collinoides
- L. composti
- L. concavus
- L. coryniformis
- L. crispatus
- L. crustorum
- L. curvatus
- L. delbrueckii
- L. diolivorans
- L. equi
- L. equigenerosi
- L. farraginis
- L. farciminis
- L. fermentum
- L. fornicalis
- L. fructivorans
- L. frumenti
- L. fuchuensis
- L. gallinarum
- L. gasseri
- L. gastricus
- L. ghanensis
- L. graminis
- L. hammesii
- L. hamsteri
- L. harbinensis
- L. hayakitensis
- L. helveticus
- L. hilgardii
- L. homohiochii
- L. iners
- L. ingluviei
- L. intestinalis
- L. jensenii
- L. johnsonii
- L. kalixensis
- L. kefiranofaciens
- L. kefiri
- L. kimchii
- L. kitasatonis
- L. kunkeei
- L. leichmannii
- L. lindneri
- L. malefermentans
- L. mali
- L. manihotivorans
- L. mindensis
- L. mucosae
- L. murinus
- L. nagelii
- L. namurensis
- L. nantensis
- L. oligofermentans
- L. oris
- L. panis
- L. pantheris
- L. parabrevis
- L. parabuchneri
- L. paracollinoides
- L. parafarraginis
- L. parakefiri
- L. paralimentarius
- L. paraplantarum
- L. pentosus
- L. perolens
- L. plantarum
- L. pontis
- L. psittaci
- L. rennini
- L. reuteri
- L. rhamnosus
- L. rimae
- L. rogosae
- L. rossiae
- L. ruminis
- L. saerimneri
- L. sakei
- L. salivarius
- L. sanfranciscensis
- L. satsumensis
- L. secaliphilus
- L. sharpeae
- L. siliginis
- L. spicheri
- L. suebicus
- L. thailandensis
- L. ultunensis
- L. vaccinostercus
- L. vaginalis
- L. versmoldensis
- L. vini
- L. vitulinus
- L. zeae
- L. zymae

Fino a marzo 2020, il genere Lactobacillus comprendeva più di 260 specie, diverse a livello filogenetico, ecologico e metabolico; una revisione tassonomica del genere, nel 2020, ha riclassificato i lattobacilli in 25 generi, compreso l'emendato genere Lactobacillus.